# World Games 2025
World Games 2025 – 12. edycja zawodów World Games, rozgrywanych w sierpniu 2025 w chińskim Chengdu. Igrzyska obejmowały 30 oficjalnych dyscyplin sportowych w 54 dyscyplinach, w których rywalizowano w 30 miejscach na terenie Chengdu. 

## Dyscypliny
W nawiasie ilość konkurencji w danej dyscypliny.
- Aerobik sportowy (szczegóły) (4)
- Bieg na orientację (szczegóły) (5)
- Sporty bilardowe (szczegóły) (4)
- Boks tajski (szczegóły) (12)
- Bowling (szczegóły) (4)
- Bule (szczegóły) (4)
- Cheerleading (szczegóły) (1)
- Duathlon (szczegóły) (3)
- Fistball (szczegóły) (2)
- Futbol flagowy (szczegóły) (2)
- Freediving (szczegóły) (9)
- Frisbee (szczegóły) (1)
- Gimnastyka akrobatyczna (szczegóły) (5)
- Gimnastyka artystyczna (szczegóły) (4)
- Hokej na rolkach (szczegóły) (1)
- Jujitsu (szczegóły) (18)
- Kajak-polo (szczegóły) (2)
- Karate (szczegóły) (12)
- Kickboxing (szczegóły) (6)
- Korfball (szczegóły) (1)
- Lacrosse (szczegóły) (2)
- Łucznictwo (szczegóły) (7)
- Maraton kajakowy (szczegóły) (4)
- Narciarstwo wodne (szczegóły) (8)
- Parkour (szczegóły) (4)
- Piłka ręczna plażowa (szczegóły) (2)
- Pływanie z płetwami (szczegóły) (16)
- Przeciąganie liny (szczegóły) (3)
- Racquetball (szczegóły) (2)
- Ratownictwo wodne (szczegóły) (16)
- Rugby na wózkach (szczegóły) (1)
- Sambo (szczegóły) (11)
- Skoki na trampolinie (szczegóły) (4)
- Smocze łodzie (szczegóły) (4)
- Softball (szczegóły) (1)
- Sporty lotnicze (szczegóły) (2)
- Squash (szczegóły) (2)
- Sumo (szczegóły) (8)
- Taniec sportowy (szczegóły) (5)
- Trójbój siłowy (szczegóły) (8)
- Unihokej (szczegóły) (1)
- Wrotkarstwo (szczegóły) (8)
- Wrotkarstwo artystyczne (szczegóły) (3)
- Wrotkarstwo szybkie (szczegóły) (10)
- Wspinaczka sportowa (szczegóły) (6)
- Wushu (szczegóły) (10)
- Wyścigi motorowodne (szczegóły) (10)

## Państwa uczestniczące
| - Afganistan (1) - Algieria (2) - Arabia Saudyjska (3) - Argentyna (65) - Armenia (6) - Aruba (1) - Australia (121) - Austria (55) - Azerbejdżan (14) - Bahrajn (1) - Belgia (74) - Benin (2) - Bermudy (1) - Boliwia (2) - Brazylia (53) - Brunei (4) - Bułgaria (15) - Chile (28) - Chiny (326) (gospodarz) - Chińskie Tajpej (120) - Chorwacja (39) - Czarnogóra (3) - Czechy (125) - Cypr (2) - Dania (51) - Dominikana (3) - Egipt (24) - Ekwador (13) - Estonia (12) - Filipiny (48) - Finlandia (38) - Francja (132) - Grecja (19) - Gruzja (1) - Gwatemala (9) - Hiszpania (104) - Holandia (88) - Hongkong (24) - Indie (17) - Indonezja (28) - Irak (2) | - Iran (30) - Irlandia (16) - Izrael (32) - Jamajka (1) - Japonia (152) - Jordania (2) - Kamerun (3) - Kambodża (15) - Kanada (130) - Katar (1) - Kazachstan (31) - Kirgistan (6) - Kolumbia (50) - Korea Południowa (64) - Kostaryka (6) - Kuba (1) - Kuwejt (3) - Liban (3) - Libia (1) - Liechtenstein (1) - Litwa (5) - Luksemburg (2) - Łotwa (29) - Makau (1) - Madagaskar (3) - Malezja (5) - Maroko (10) - Mauritius (1) - Meksyk (40) - Mjanma (12) - Mołdawia (4) - Mongolia (9) - Namibia (15) - Nauru (1) - Nigeria (1) - Niemcy (212) - Norwegia (13) - Nowa Zelandia (55) - Pakistan (3) - Panama (2) - Paragwaj (1) | - Peru (2) - Polska (61) - Południowa Afryka (22) - Portoryko (17) - Portugalia (56) - Rumunia (30) - San Marino (1) - Salwador (1) - Serbia (4) - Singapur (44) - Słowacja (34) - Słowenia (7) - Stany Zjednoczone (180) - Surinam (14) - Szwajcaria (92) - Szwecja (66) - Tajlandia (53) - Tunezja (14) - Turcja (22) - Turkmenistan (1) - Ukraina (84) - Urugwaj (1) - Uzbekistan (19) - Wenezuela (24) - Węgry (73) - Wietnam (25) - Włochy (191) - Wybrzeże Kości Słoniowej (2) - Wyspy Dziewicze Stanów Zjednoczonych (1) - Zjednoczone Emiraty Arabskie (8) |